# Білий сніг Росії
«Білий сніг Росії» (рос. «Белый снег России») — російський радянський художній фільм 1980 року режисера Юрія Вишинського. Екранізація роману «Білі та чорні» Олександра Котова.

## Сюжет
Розповідає про життя російського шахіста, чемпіона світу Олександра Алехіна.

## В ролях
- Всеволод Якут — Емануїл Ласкер
- Вадим Вільський — німецький офіцер на шаховому турнірі у Празі